# Lichttonverfahren

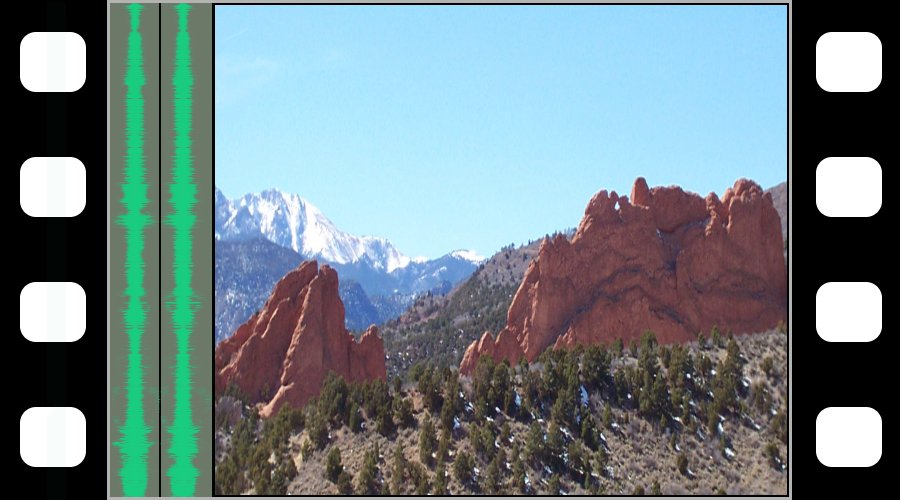
Filmbild mit zwei Lichttonspuren für Stereoton in Zackenschrift (zwei Doppelzackenspuren)

Das Lichttonverfahren ist das älteste und noch heute gebräuchliche Tonfilm-Verfahren, bei dem Bild- und Toninformation auf demselben Träger aufgebracht sind. Der Ton eines Kinofilms wird dabei auf einem maximal einen Zehntel Zoll (also maximal 2,54 mm) breiten, Tonspur genannten Streifen zwischen den Einzelbildern und den Perforationslöchern des Films fotografisch gespeichert. Da die Bilder schrittweise weiterbefördert werden, während ein analoges Tonsignal vom konstant laufenden Filmstreifen abgetastet werden muss, werden hier Bild und Ton zeitlich versetzt auf dem Träger gespeichert, siehe Zeitversatz.
Alternativ zum Lichttonverfahren wird das Magnettonverfahren eingesetzt. Gegenüber dem Magnettonverfahren hat das Lichttonverfahren mehrere Vorteile. Zum einen wird die Tonspur bei der Filmherstellung mitkopiert, es sind also keine zusätzlichen Schritte erforderlich. Zum anderen ist die Tonspur zeitlich stabiler und kann nicht versehentlich gelöscht werden. Nachteil ist (wie beim eigentlichen Filmbild auch) die Anfälligkeit für Kratzer, was zu Tonstörungen führen kann.

## Geschichte
Das Lichttonverfahren war das erste Verfahren, bei dem der Ton auf demselben Trägermedium wie das Bild aufgezeichnet wurde.
Die Pioniere des Lichttonverfahrens waren der deutsche Ingenieur Hans Vogt (1890–1979) und seine Kollegen Joseph Massolle (1889–1957) und Joseph Benedikt Engl (1893–1942) in der Gesellschaft Tri-Ergon (griech.-lat.: „Werk der drei“), die die Tonfilm-Idee verwirklichte. 

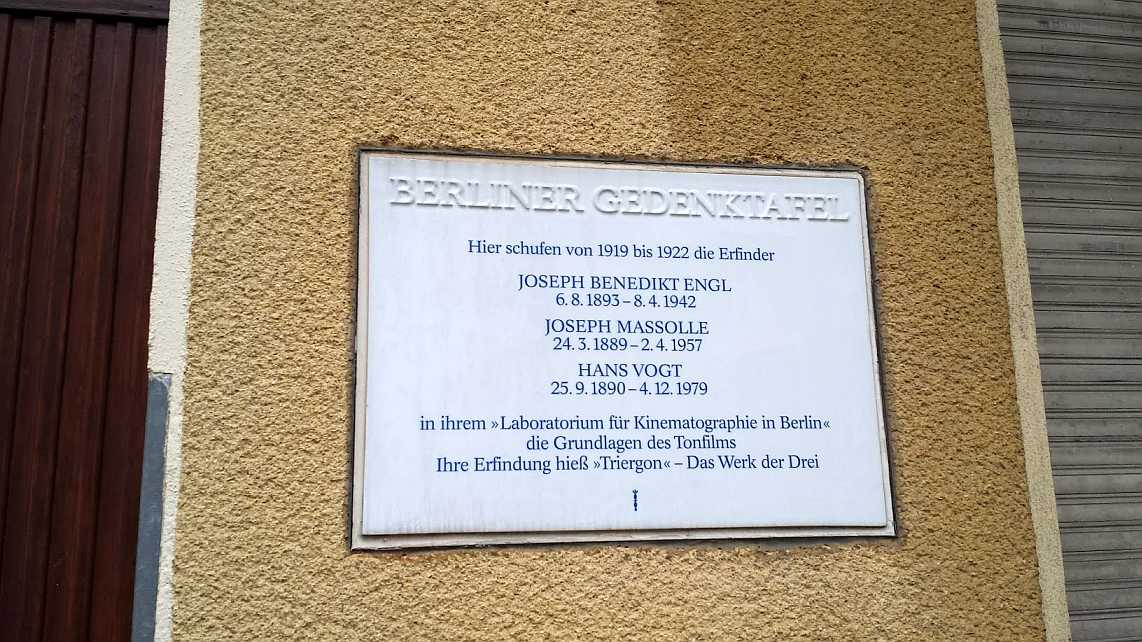
Tri-Ergon Lichttonverfahren Gedenktafel Vogt - Massolle - Engl in Berlin Wilmersdorf

Bei der Verwirklichung ihres Tonfilm-Systems meldeten die drei Techniker über 150 Patente an. Als weiterer Pionier wird Sven Berglund angesehen, welcher die erste öffentliche Vorführung von lippensynchronem Tonfilm mittels des Lichttonverfahrens am 17. Februar 1921 in Stockholm veranstaltete. Am 26. Februar 1921 wurde dann in Deutschland der erste „sprechende Film“ vorgeführt, eine Aufnahme der Sprechkünstlerin Friedel Hintze, die Goethes Gedicht Heideröschen vortrug. Am 17. September 1922 wurde in Berlin im Alhambra-Kino auf dem Kurfürstendamm vor 1000 Zuschauern der erste deutsche Tonfilm der Öffentlichkeit präsentiert. Vogt hatte mit seiner Idee einer integrierten Lichttonspur hieran maßgeblichen Anteil. Die Vorführkopie war ein 42 mm breiter Film.
Der erste Film mit integrierter Lichttonspur, Der Brandstifter des Produzenten Erwin Báron, wurde in Deutschland 1922 in den Berliner Alhambra-Lichtspielen aufgeführt. Die Rechte am Verfahren wurden 1928 an William Fox verkauft. Die Technik blieb nicht allein auf den Film beschränkt. Beispielsweise arbeitete die weltweit erste Zeitansage ab 1933 in Paris ebenfalls nach diesem Verfahren, nachdem die mechanische Abtastung im Versuchsbetrieb die hohen Anforderungen für den Dauerbetrieb nicht erfüllt hatte. Erste kommerzielle Erfolge mit dem Lichttonverfahren beim Film hatte der Erfinder Lee de Forest, der dafür 1960 einen Ehrenoscar erhielt. Es wird aber berichtet, dass er in den frühen 1920er Jahren seinem Mitschüler Theodore Willard Case in Yale die Idee zum Tonfilm gestohlen habe.
Seit 1976 gibt es Lichtton mit dem Dolby-A-Rauschunterdrückungssystem. Dieses System verbesserte die Tonqualität erheblich. Es war außerdem möglich, zwei Lichttonspuren auf dem Raum unterzubringen, den früher eine Spur benötigte, und in diesen beiden Spuren noch die Information für einen Surroundkanal und einen Centerkanal unterzubringen. Das war der Beginn von Dolby Stereo. Seit 1987 wurde das Dolby-Spectral-Recording-Rauschunterdrückungssystem (Dolby SR) benutzt. Demnach nannte man den Lichtton Dolby Stereo SR oder einfach Dolby SR.

## Aufzeichnungsprinzip

Sprossenschrift und Zackenschrift (Doppelzacke)

Zur Herstellung gibt es zwei Verfahren: Das Intensitätsverfahren (Sprossenschrift) und das Amplitudenverfahren (Zackenschrift).

### Intensitätsverfahren (Sprossenschrift)
Der Ton wird auf dem Filmstreifen in gleichbleibender Breite aufgezeichnet, die Schwärzung oder Dichte ist jedoch veränderlich, was bei der Filmherstellung durch den je nach Amplitude unterschiedlich starken Lichteinfall verursacht wird. Die Periode der aufgezeichneten wellenförmigen Schwärzung entspricht dem Quotienten aus Filmgeschwindigkeit und der Audiofrequenz. Die dadurch auf dem Filmstreifen entstehende Aufzeichnung wird als Sprossenschrift bezeichnet. Durch Verwendung zweier Spuren kann Stereoton aufgezeichnet werden.
Das Verfahren hat den Nachteil, dass die Dichtekurve einen großen Einfluss auf die Tonqualität hat und es auch beim Kopieren zu zunehmenden Verzerrungen kommen kann.
Einer der ersten Erfinder, der eine Tonaufzeichnung nach diesem Prinzip erdachte, war Heinrich Stefan Peschka.

### Amplitudenverfahren (Zackenschrift)
Beim Amplitudenverfahren wird die Toncodierung, von hoher Schwärzung umgeben, zackenförmig auf den Filmstreifen aufgezeichnet. Die Amplitude bestimmt die Breitenschwankungen der Zacken, die Frequenz ihre Periode. Das dadurch entstehende Abbild wird Zackenschrift genannt. Zur Erzeugung von Stereoton sind hier nicht unbedingt zwei Tonspuren erforderlich – die Auslenkung der Zacken auf je einer Seite bestimmt dann je einen Kanal des Stereotons. Bei Auslenkung nach zwei Seiten nennt man die Schrift auch Doppelzackenschrift. Für analoge Stereoaufzeichnung werden meist zwei Doppelzackenspuren verwendet.
Bei älteren Kopien kann es besonders am Anfang und Ende jeder Rolle zu starken Störgeräuschen kommen. Die Intensität der Störungen (Schmutz) ist abhängig vom Anteil der hellen Bereiche der Tonspur. Deshalb wird normalerweise mit einer hellen Wellenform auf dunklem Hintergrund gearbeitet. Dadurch treten in leisen Bereichen (nur schmale weiße Wellenform) weniger Störungen auf. In lauten Passagen mit vorwiegend tiefen Tönen kann das kratzende Geräusch aber durchaus störend hörbar sein (da es nicht von hohen Frequenzanteilen überdeckt wird); seine Intensität schwankt mit der Lautstärke des Nutzsignals. Deshalb werden auch dunkle Doppelzackenschriften auf hellem Hintergrund eingesetzt. Um dabei den Weißanteil im Tonbild so gering wie möglich zu halten, wird um die eigentliche Wellenform eine schwarze Hüllkurve gelegt, die so eng wie möglich an den Spitzen der Wellenform verläuft. Diese Hüllkurve muss allerdings mit ihrer Eigenfrequenz unter der untersten Wiedergabefrequenz der üblichen Kinotonanlagen liegen, um selbst unhörbar zu bleiben. Werden für Tieftonwiedergabe, z. B. für Katastrophenfilme, modifizierte Anlagen verwendet, kann die Hüllkurve u. U. als Infraschall wiedergegeben werden, was für den Zuschauer zwar nicht bewusst hörbar ist, aber durch unbewusste Wahrnehmung zu Angstgefühlen führen kann. Deshalb sollten solche Kinoanlagen mit schaltbaren Tieftonfiltern ausgerüstet sein, die für „normale“ Spielfilme die Hüllkurvenmodulation herausfiltern.

### Farbe der Tonspur
Bei Farbfilmen hängt die Farbe der Tonspur vom Verfahren ab. Während meist eine schwarz-weiße Tonspur verwendet wird, setzte das frühe Farbfilmverfahren Cinecolor eine blaue Tonspur ein. Diese war nicht optimal für die Wiedergabe mit den üblichen Projektoren geeignet. Allgemein durchgesetzt hat sich im Filmpositiv (Kinokopie) die schwarz-weiße Tonspur, deren Kontrast durch das Aufbringen („Schleimen“) einer silberhaltigen Lösung („Tonschleim“) verstärkt wurde. Das war notwendig, um bei der Lichttonabtastung am Filmprojektor mit weißem Licht eine optimale Tonqualität zu erhalten. Da jede Kinokopie einzeln „geschleimt“ werden musste, war das Verfahren sehr zeitaufwendig und damit teuer. Zusätzlich wurde argumentiert, dass die Silberbeschichtung giftig sei. Deshalb suchte man nach Alternativen und beschloss Anfang der 1990er Jahre, die analoge Lichttonspur auf die Farbe Cyan umzustellen (Cyan Dye Track) und mit rotem Laserlicht oder roten Leuchtdioden abzutasten. Dazu mussten die Kinos ihre Filmprojektoren von Weißlicht auf Rotlicht umrüsten. Da die Umstellung der Filmprojektoren nicht gleichzeitig erfolgen konnte und ein Cyan-Lichtton mit Weißlichtabtastung unbrauchbare Tonqualität liefert, wurde für die Übergangszeit die magentafarbene „Hi-Magenta“-Lichttonspur eingeführt. Diese brachte sowohl mit Weißlicht als auch mit Rotlicht akzeptable Tonqualität. Nachdem Anfang der 2000er Jahre die Umrüstung der Kinoprojektoren auf Rotlicht weitgehend abgeschlossen war, wurde flächendeckend die Cyan-Lichttonspur eingeführt.

### Digitale Verfahren

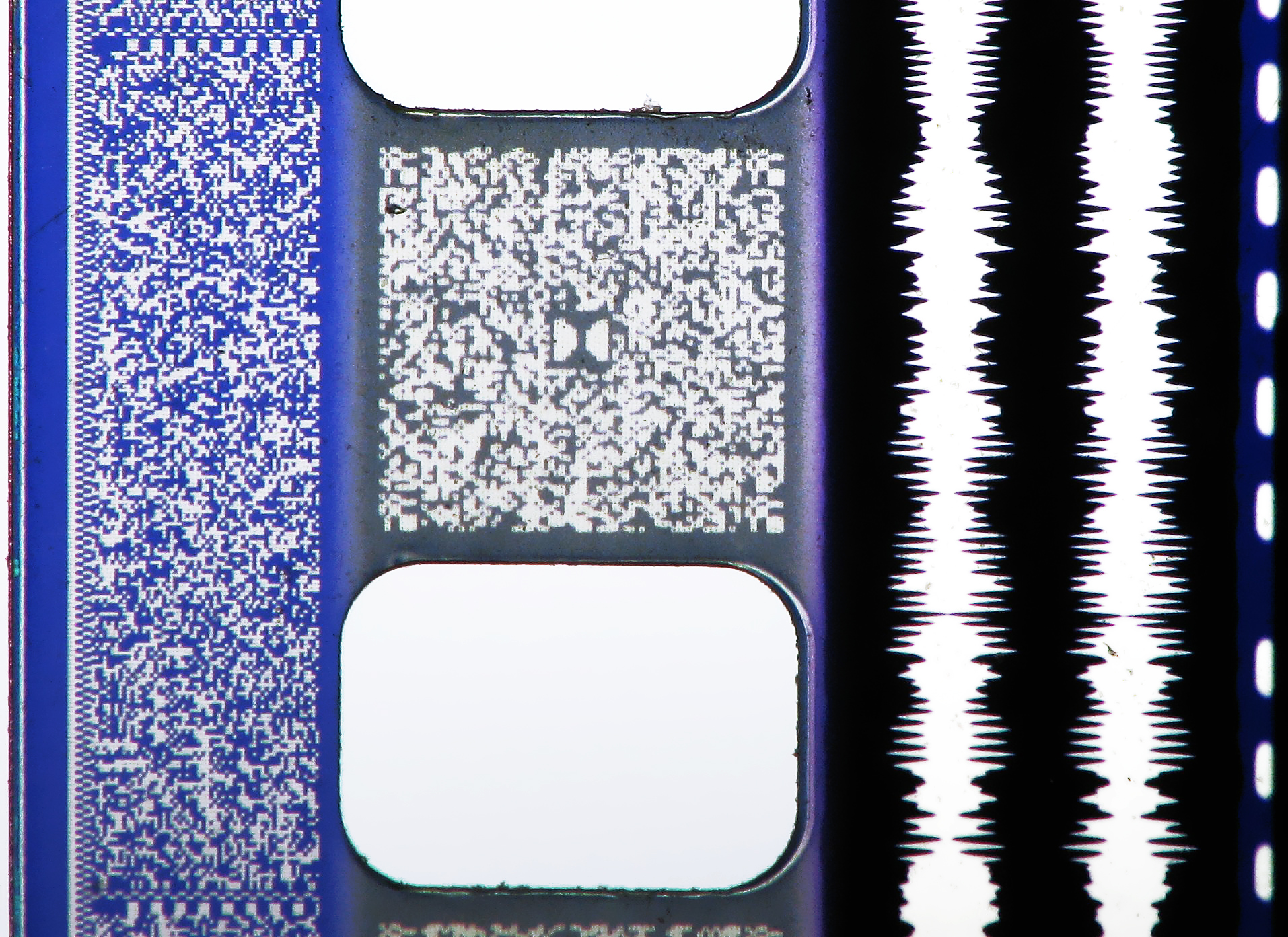
35-mm-Film mit analogen und digitalen Tonspuren

Mittlerweile existieren digitale Lichttonspuren wie Dolby Stereo SR-Digital, heute meist einfach Dolby Digital genannt (das am weitesten verbreitete digitale Tonverfahren) oder SDDS, ein System von Sony.
Bei diesen Verfahren wird im Gegensatz zu analogen Lichttonverfahren der Ton nicht analog auf den Film kopiert, sondern digitale Informationen, die von einem Fotoempfänger erfasst und in einem Dekoder zu Tonsignalen umgewandelt werden.
Diese Verfahren erlauben eine höhere Dynamik, geringere Anfälligkeit gegenüber Beschädigungen und mehr Kanäle, was eine bessere räumliche Abbildung und mehr gestalterischen Freiraum im Ton erlaubt. Des Weiteren sind bei Dolby Digital und SDDS die Tonspuren redundant aufgebracht, d. h., dass selbst bei Beschädigungen an einzelnen Bildern das gesamte Tonsignal rekonstruiert werden kann.
Beim System DTS wird der Ton nicht auf dem Film gespeichert, sondern lediglich ein Zeitsignal (Timecode), das dazu benutzt wird, das Bild und den auf einer externen CD-ROM gespeicherten Ton zu synchronisieren. Die Verbreitung von DTS ist rückläufig, da viele Filmverleiher den damit verbundenen erhöhten logistischen Aufwand scheuen.
Es gibt Erweiterungen dieser digitalen Systeme um weitere Kanäle, zum Beispiel DSRDEX als Erweiterung von DSR-D (Dolby Digital).
THX ist kein eigenes Tonsystem, sondern ein Zertifizierungsverfahren für optimierte Tonwiedergabe. Dazu werden Elemente der Tonanlage wie auch die Akustik und Optik in Kinosälen überprüft und zertifiziert. Die von THX proklamierte Qualitätsverbesserung ist unter Fachleuten jedoch umstritten.

## Wiedergabeprinzip

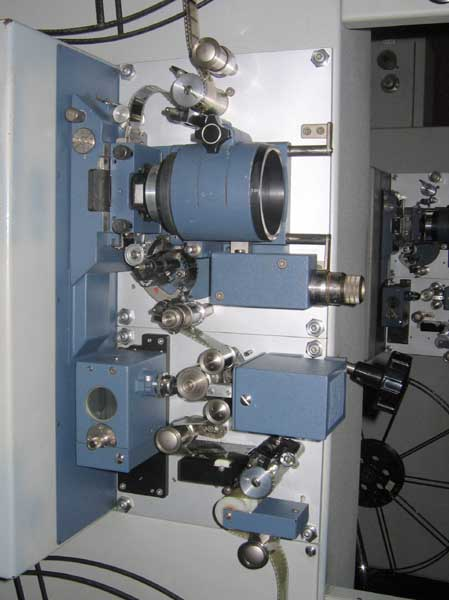
Filmprojektor-Mechanik

Eine kleine Lampe leuchtet auf den Tonstreifen, der je nach Amplitude und Frequenz des aufgezeichneten Tonsignals mehr oder weniger viel Licht durchlässt (analoge Tonspeicherung). Somit fällt Licht wechselnder Stärke auf eine Fotodiode (bzw. früher auf eine Fotozelle), die auf der anderen Seite des Films befestigt ist. Die Fotodiode wandelt das Licht in eine Wechselspannung, die verstärkt und anschließend den Lautsprechern im Kinosaal zugeführt wird. Eine Spaltblende sorgt dafür, dass jeweils nur ein sehr kurzes Stück der Tonspur durchleuchtet wird, um so auch hohe Frequenzen wiedergeben zu können.

## Versatz zwischen Bild und Ton
Jedes Filmbildchen (engl. frame = Phasenbild) eines laufenden Filmstreifens kann im Kino auf der Leinwand nur gezeigt werden, indem es für einen kurzen Moment (eine Vierundzwanzigstel-Sekunde = 0,04166 Sek.) angehalten und mit einer starken Lampe so durchleuchtet wird, dass sein Bildinhalt auf die Kinoleinwand projiziert wird, ähnlich wie bei einem Dia. Dann wird der Filmstreifen „ruckartig“ (durch ein Malteserkreuz) weiter bis zum nächsten Filmbildchen transportiert und wieder angehalten und durchleuchtet. Diese „intermittierende“, ruckartige Bewegung des Filmstreifens erfolgt 24 Mal pro Sekunde. Für das menschliche Auge entsteht daraus (durch Verschmelzung der Einzelbilder im Gehirn) ein kontinuierlicher Bewegungseindruck. Wir sehen also eine Bewegung, obwohl wir uns nur stehende Phasenbilder ansehen. Das Gehirn suggeriert uns lediglich die Bewegung.
Der zu den einzelnen Phasenbildern gehörende Filmton ist jedoch nur durch einen mit extremer Gleichmäßigkeit laufenden Filmstreifen abgreifbar (ähnlich wie bei einem laufenden Tonbandgerät). Bedingt durch die beiden verschiedenen Transportmechanismen müssen die Filmbildchen und der dazugehörige Lichtton um 20 Phasenbilder verschoben (versetzt) auf dem Filmstreifen aufbelichtet sein. Das wird zuvor im Kopierwerk erledigt. Im Kinoprojektor wird also der Filmton zeitlich gesehen nicht auf gleicher Höhe wie die dazugehörenden Filmbildchen abgegriffen, sondern danach. Da dieser Versatz bekannt ist, erklingt der Ton dennoch „synchron“ zum Bildeindruck. Das gilt für analoge und digitale Verfahren gleichermaßen.

## Markennamen
In den Vereinigten Staaten waren Lichttonverfahren in den 1920er Jahren unter folgenden Markennamen verbreitet:
- DeForest Phonofilm war ein 1919 von Lee De Forest patentiertes Intensitätsverfahren, das nach 1929 jedoch schon nicht mehr gebräuchlich war. Verwendung fand es u. a. in den De-Forest-Produktionen Songs of Yesterday, Noble Sissle and Eubie Blake Sing Snappy Songs und Ben Bernie and All the Lads.
- Movietone war ein von Theodore Caste und Earl Sponable 1925 aus DeForest Phonofilm entwickeltes Verfahren, das von 1926 an von der Fox Film Corporation verwendet wurde.
- RCA Phonophone war ein 1925 von General Electric patentiertes und bald darauf von RCA übernommenes Amplitudenverfahren, das von Walt Disney, RKO, Republic Pictures, Warner Bros. und 20th Century Fox verwendet wurde.